# Серебряно-Прудський міський округ
Міський округ Срібні Пруди — адміністративно-територіальна одиниця муніципальне утворення на південному сході Московської області Росії.
Адміністративний центр — робітниче селище Срібні Пруди.

## Географія
Розташований в південній частині Московської області. На півночі межує з Зарайський районом і міським округом Кашира, на сході і півдні — з Рязанською областю, на півдні і заході — з Тульською областю. Площа міського округу становить 87 738 га.